# Farhana
Pour plus de détails, voir Fiche technique et Distribution.
Farhana est un drame indien réalisé par Nelson Venkatesan, sorti en 2023.

## Fiche technique
Sauf indication contraire, les informations mentionnées dans cette section peuvent être confirmées par les bases de données cinématographiques IMDb et Allociné,  présentes dans la section « Liens externes ».
- Titre original : Farhana
- Réalisation : Nelson Venkatesan
- Scénario : Nelson Venkatesan, Renjith Ravindran et Sankar Dass
- Musique : Justin Prabhakaran
- Photographie : Gokul Benoy
- Montage : V.J. Sabu Joseph
- Production : S.R. Prabhu
- Sociétés de production : Dream Warrior Pictures
- Société de distribution : Friday Entertainment (France)
- Pays de production :  Inde
- Langue originale : tamoul
- Genre : Drame
- Durée : 140 minutes
- Dates de sortie :
  - France : 12 mai 2023 (en salles)

## Distribution
Sauf indication contraire ou complémentaire, les informations mentionnées dans cette section proviennent du générique de fin de l'œuvre audiovisuelle présentée ici.
- Aishwarya Rajesh
- K. Selvaraghavan
- Aishwarya Dutta